# Mont Home
Mont Home är ett berg i Kongo-Kinshasa. Det ligger i provinsen Norra Kivu, i den nordöstra delen av landet, 1 600 km öster om huvudstaden Kinshasa. En gruva vid berget beräknas innehålla 2 miljoner ton pyroklor.